# Macédoine aux Jeux olympiques d'été de 2016
La Macédoine participe aux Jeux olympiques d'été de 2016 à Rio de Janeiro au Brésil du 5 août au 21 août. Il s'agit de sa 6e participation à des Jeux d'été.

## Athlétisme

### Homme

#### Course
| Athlétes     | Compétitions | Qualifications | Qualifications | Série   | Série | Demi-finales | Demi-finales | Finale  | Finale  |
| ------------ | ------------ | -------------- | -------------- | ------- | ----- | ------------ | ------------ | ------- | ------- |
| Athlétes     | Compétitions | Temps          | Rang           | Temps   | Rang  | Temps        | Rang         | Temps   | Rang    |
| Riste Pandev | 100 mètres   | 10 s 72        | 1er            | 10 s 71 | 9e    | Éliminé      | Éliminé      | Éliminé | Éliminé |

### Femme

#### Course
| Athlètes     | Compétitions     | Série         | Série | Demi-finales | Demi-finales | Finale   | Finale   |
| ------------ | ---------------- | ------------- | ----- | ------------ | ------------ | -------- | -------- |
| Athlètes     | Compétitions     | Temps         | Rang  | Temps        | Rang         | Temps    | Rang     |
| Drita Islami | 400 mètres haies | 1 min 01 s 18 | 7e    | Éliminée     | Éliminée     | Éliminée | Éliminée |

## Tir

### Qualification
Les qualifications sont terminées. 
Voici les disciplines olympiques en tir retenues pour les Jeux de Rio et la présence de Macédoine à ces dernières :
| Hommes                         |              |       | Femmes                         |              |                |
| Épreuve                        | Quota Obtenu | Moyen | Épreuve                        | Quota Obtenu | Moyen          |
| ------------------------------ | ------------ | ----- | ------------------------------ | ------------ | -------------- |
| Carabine 50 m 3 positions      | NON          |       | Carabine 50 m 3 positions      | NON          |                |
| Carabine 50 m tir couché       | NON          |       | Carabine à air comprimé à 10 m | OUI          | Sur invitation |
| Carabine à air comprimé à 10 m | NON          |       | Pistolet 25 m                  | NON          |                |
| Pistolet 50 m                  | NON          |       | Pistolet à air comprimé à 10 m | NON          |                |
| Pistolet vitesse 25 m          | NON          |       | Fosse olympique                | NON          |                |
| Pistolet à air comprimé à 10 m | NON          |       | Skeet olympique                | NON          |                |
| Fosse olympique                | NON          |       |                                |              |                |
| Double trap                    | NON          |       |                                |              |                |
| Skeet olympique                | NON          |       |                                |              |                |

### Participation et Performance
Voici les athlètes macédoniens présents à Rio en tir et leur performance : 
| Athlète      | Compétition   | Qualification | Qualification | Finale | Finale |
| Athlète      | Compétition   | Points        | Rang          | Points | Rang   |
| ------------ | ------------- | ------------- | ------------- | ------ | ------ |
| Nina Balaban | Carabine 10 m | 407.7         | 42e           | NC     | NC     |